# La lletera de Bordeus
La lletera de Bordeus o Lletera de Bordeus, és un quadre considerat obra del pintor Francisco de Goya, i realitzat cap a 1827, un any abans de la seva mort i durant el seu exili voluntari a Bordeus, França.
Representa una dona, en una actitud que sembla indicar que va asseguda en un ase o una mula; a baix a l'esquerra apareix un càntir, sobre la panxa del qual apareix concisa la signatur de Goya. Tot plegat ha fet suposar que es tracta de la representació o recreació d'una venedora o repartidora de llet -segons alguns experts, seguint una moda de recuperació de la pintura de gènere italiana del segle XVII-. El quadre, en el conjunt cronològic de l'obra de Goya -escriu Calvo Serraller -, destaca per la recuperació del color i la «tècnica de pinzellades breus i juxtaposades que empraria posteriorment els impressionistes». Per a altres especialistes com la britànica Juliet Wilson Bareau, i les espanyoles Carmen Garrido i Manuela Mena és quasi impensable que el quadre sigui de Goya, i sí que ho fos de 'Rosario Weiss Zorrilla, proposta així mateix discutible perquè Rosario només tenia tretze anys el 1827, data en què se suposa va ser realitzat aquest quadre.. Pel que fa a la falsa autoria de Goya, s'apunten les següents raons:
1. La figura que protagonitza el quadre «està mal enquadrada i l'espai apareix comprimit», sense aire, com si s'hagués amputat el llenç; detalls que contrasten amb la genial «captació de l'ésser humà a l'espai", habitualen Goya.
2. El quadre presenta un colorit molt allunyat de «la gamma fosca i monocroma» que caracteritza l'obra de Goya al tram final de la seva vida.
3. Les referides especialistes anoten que enfront del profund «contingut humà o psicològic» que caracteritza els retrats fets pel pintor, aquest, «encara que bonic, està mort».
4. Considerant que Goya va fer gala de ser un pintor «molt econòmic», a més a més de «delicat i savi» en el seu manejament de la pinzellada, xoca l'estil «esborrallat i brut».
5. S'han amagat les mans de la lletera; quan és proverbial que Goya va ser un mestre pintant les mans; encara que no és menys cert que de vegades les amagava, potser per economia de treball o per presumir que el retratat no ho mereixia.
6. Un altre dels grans èxits de Goya -comentari potser pueril, perquè va demostrar poder 'aconseguir' tot el que es proposés- és el seu tractament del vestit. A la lletera, la vestidura apareix «refeta», clara indicació que a qui fos que va pintar el quadre... no li sortien bé les robes.
7. I sota les vestidures, una figura que aquí és tot just un paquet «desproporcionat i en una actitud sense harmonia» -sempre que pugui aconseguir-se una actitud harmoniosa a cavall d'una mula o un ase-.
8. Al camp essencialment tècnic, és insòlit que Goya pintés sobre altres esbossos -encara que sí que ho feia sobre altres llenços-, això potser redundi en la falta de brillantor i transparència dels fons a la lletera.
9. A més a més del «somriure inexpressiu» i que els rínxols del cabell de la noia «no estan del tot aconseguits», s'ha observat que el monyo ha estat afegit.
10. El poc que pot veure's del recipient apareix quasi com un pegot «pla i deixant transparentar el fons», com si hagués estat afegit, quan una de les claus de la pintura de Goya és la «planificació de cada detall anticipadament». Finalment, es considera falsa la signatura concisa al càntir.[8]

Més enllà d'aquests detalls tècnics, és sorprenent que, després de la mort de Goya, i en el procés de desmantellament dels béns reunits a Bordeus, aquesta obra fos] 'regalada' per Javier, l'únic fill supervivent de Goya -i únic hereu nomenat en el seu testament «irrevocable» fet el 1811-, a l'última companya del pintor, Leocadia Zorrilla, coneixent-se la dada de la profunda animadversió que sentien entre si Javier Goya i Leocadia. Sigui com vulgui, la penúria econòmica que va planar sobre l'antiga 'majordona' de Francisco de Goya, va suposar que poc després hagués de vendre el quadre a un parent llunyà del pintor, Juan Bautista de Muguiro. Finalment, la Lletera de Bordeus va ser cedida al Museu del Prado el 1946 pels descendents de Muguiro.
Altres biògrafs, fins i tot discutint l'autoria del quadre, han proposat la possibilitat que la retratada fos Rosario Weiss.